# يونغنام
يونغنام (هانغل: 영남, حرفيا "جنوب الماضي") هو اسم تلك المنطقة التي تقابل مقاطعة غيونغسانغ التاريخية قبل تقسيم كوريا.وهي الآن إحدى المناطق الإدارية لكوريا الجنوبية.
المنطقة تضم في العصر الحديث مقاطعة غيونغسانغ الشمالية ومقاطعة غيونغسانغ الجنوبية و المدن المستقلة بوسان، دايغو, و ألسان.